# Coccoloba pubescens

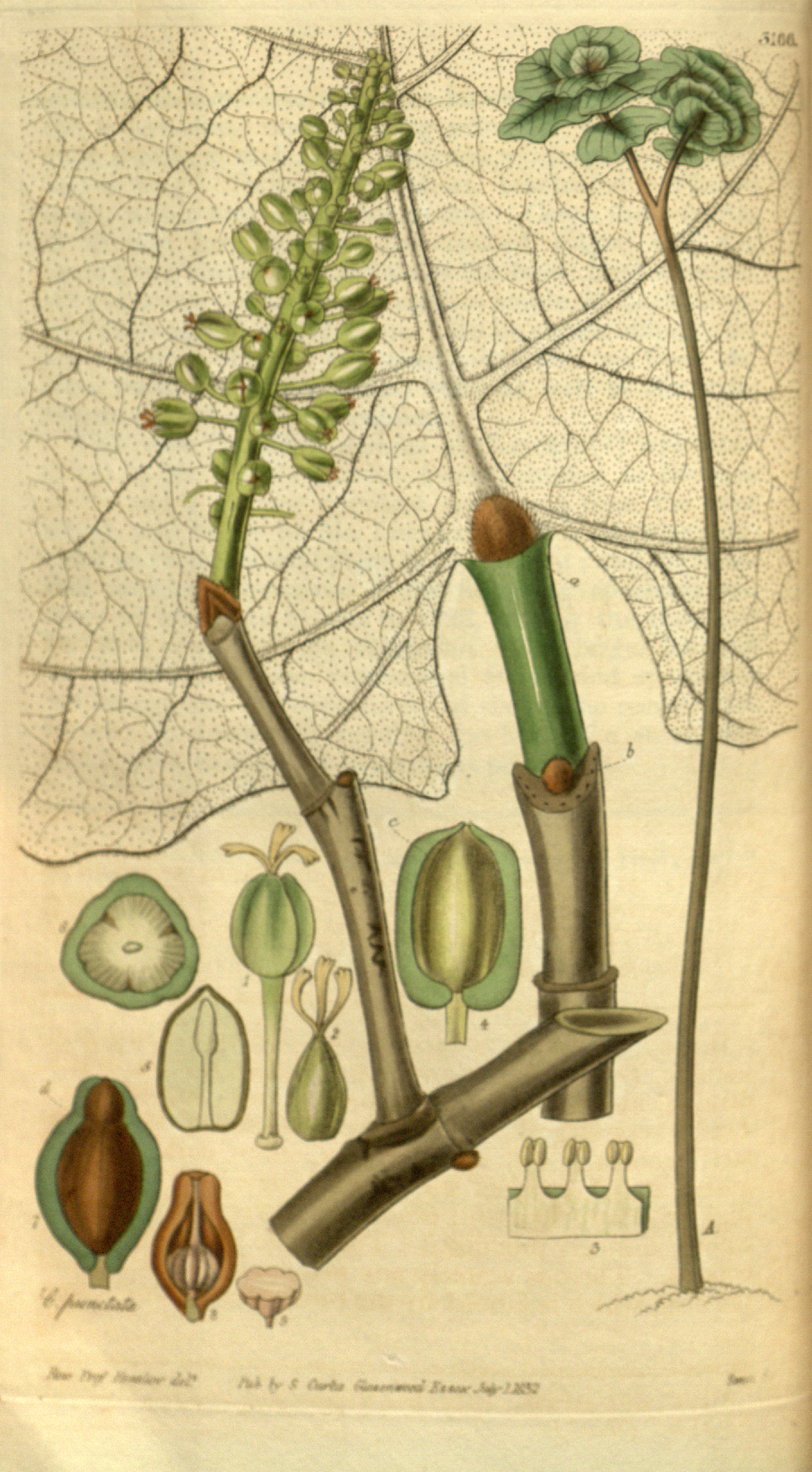

A Coccoloba pubescens a szegfűvirágúak (Caryophyllales) rendjének, keserűfűfélék (Polygonaceae) családjához tartozó növényfaj.

## Származása, elterjedése
Latin-Amerika szubtrópusi és mérsékelt éghajlatú részein, főként a kontinens atlanti partvidékén és Martinique szigetének hegyes erdeiben honos.

## Megjelenése
20–25 m magas fa. Csaknem kör alakú, bőrszerű, világoszöld, puhán szőrös, esetenként 1 m-nél is nagyobb átmérőjű levelei csak a törzs egyik oldalán nőnek. Virága hosszú fürtös, termése makkocska.

## Életmódja, élőhelye
Dugványai nehezen gyökeresednek, ezért többnyire magról szaporítják.

## Felhasználása
A gyümölcse ehető. Többfelé dísznövénynek ültetik; a mérsékelt égövben pálmaházakban tartják.